# کلودین والت
کلودین والت (۲۰ اوت ۱۹۳۲) یک شمشیرباز بلژیکی است. او در مسابقات بخش فلوره انفرادی زنان در بازی‌های المپیک تابستانی ۱۹۶۰ شرکت کرد.